# Овіго (Нью-Йорк)
Овіго (англ. Owego) — місто (англ. town) в США, в окрузі Тайога штату Нью-Йорк. Населення — 18 777 осіб (2020).

## Демографія
Згідно з переписом 2010 року, у місті мешкали 19 883 особи в 7907 домогосподарствах у складі 5635 родин. Було 8457 помешкань
Расовий склад населення:
| - 95,9 % — білих - 1,3 % — азіатів - 1,0 % — чорних або афроамериканців - 0,1 % — корінних американців |

До двох чи більше рас належало 1,2 %. Частка іспаномовних становила 1,4 % від усіх жителів.
За віковим діапазоном населення розподілялося таким чином: 22,8 % — особи молодші 18 років, 60,6 % — особи у віці 18—64 років, 16,6 % — особи у віці 65 років та старші. Медіана віку мешканця становила 43,9 року. На 100 осіб жіночої статі у місті припадало 100,4 чоловіків;  на 100 жінок у віці від 18 років та старших — 96,7 чоловіків також старших 18 років.
Середній дохід на одне домашнє господарство  становив 84 069 доларів США (медіана — 68 735), а середній дохід на одну сім'ю — 102 282 долари (медіана — 84 794). Медіана доходів становила 54 811 долар для чоловіків та 46 719 доларів для жінок. За межею бідності перебувало 6,9 % осіб, у тому числі 8,5 % дітей у віці до 18 років та 5,5 % осіб у віці 65 років та старших.
Цивільне працевлаштоване населення становило 9384 особи. Основні галузі зайнятості: освіта, охорона здоров'я та соціальна допомога — 22,3 %, роздрібна торгівля — 15,4 %, виробництво — 13,1 %, науковці, спеціалісти, менеджери — 11,3 %.